# 柔焦

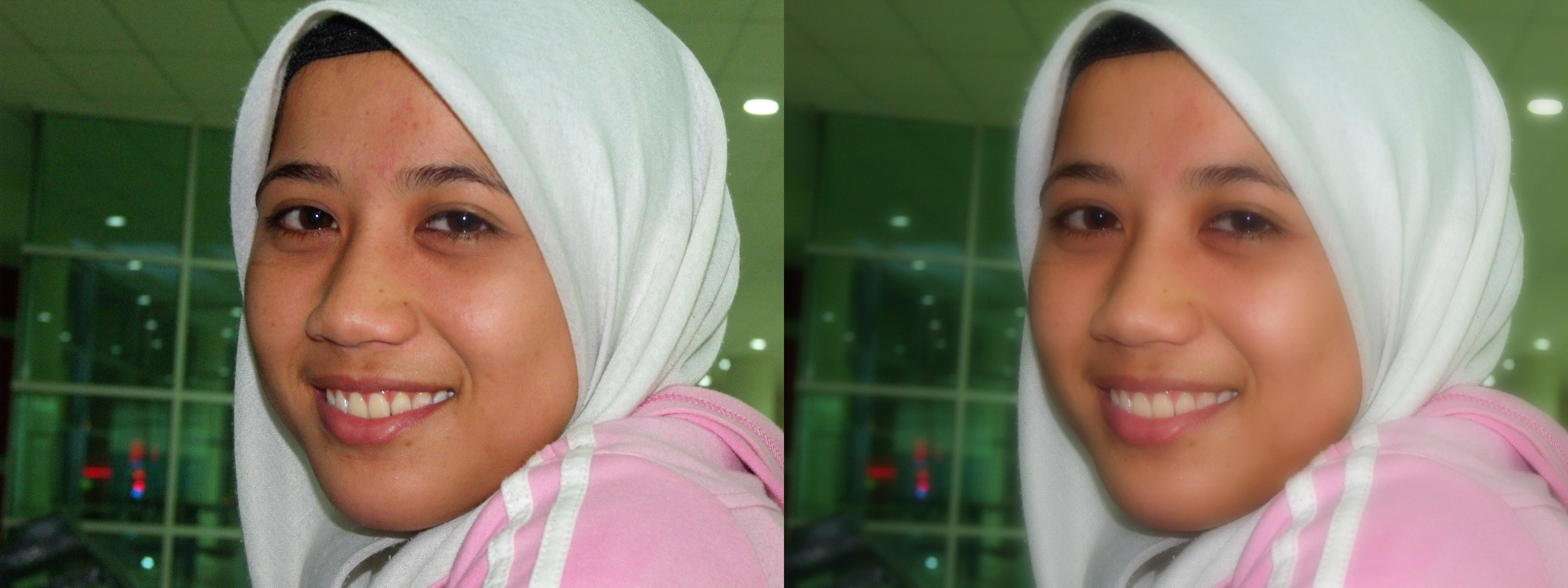
使用Photoshop CS3 的高斯模糊工具处理得到的柔焦效果。

柔焦是指摄影中使用柔焦镜头或在镜头前面加柔焦滤镜等方法，使拍摄的影像达到细腻柔和的效果。柔焦效果可以使画面产生柔美的气氛，特别是在拍摄人像时，可以便掩盖人物的面部缺陷，同时还能增加照片的艺术效果。
柔焦镜头是为拍摄柔焦效果专门设计的一种镜头，可以使拍摄的影像既清晰又柔和。这种镜头在设计上增加了某些像差的残留值，其中效果最好的是使用球面相差。例如佳能的EF 135mm柔焦镜头，柔焦量有三档可调，还可以当做普通镜头来用，较方便。此外还可以透过在镜头上安放柔焦滤镜或薄纱，或者使用图像处理软件来制造柔焦效果，但这样做通常效果不如直接用柔焦镜头拍摄。